# Lista över Roms obelisker

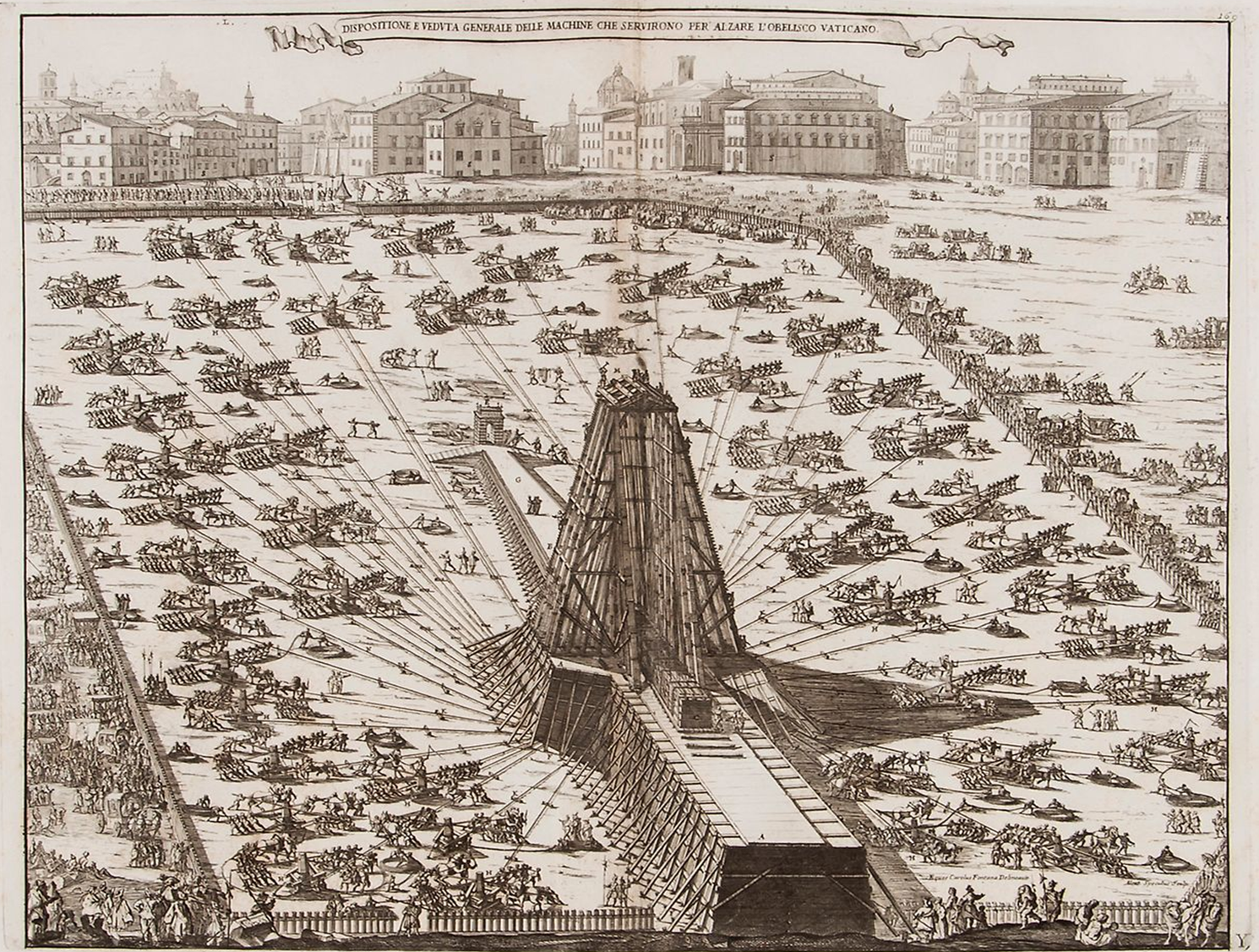
Vatikanobelisken reses på Petersplatsen år 1586 under ledning av Domenico Fontana. Illustration utförd av Nicola Zabaglia år 1743.

Detta är en lista över Roms obelisker.
Från 1500-talet till 1900-talet har tretton obelisker rests i Rom. Under 1500-talet restes fyra obelisker, under 1600-talet två, under 1700-talet tre, under 1800-talet två och under 1900-talet lät Mussolini resa två obelisker. En av de mest kända är Vatikanobelisken, vilken uppställdes på Petersplatsen under påve Sixtus V år 1586.

## Antika egyptiska obelisker
Åtminstone åtta obelisker från antikens Egypten fördes till Rom.
| Bild | Höjd (med postament) | Namn                  | Byggherre                    | Plats                              | Kommentarer |
| ---- | -------------------- | --------------------- | ---------------------------- | ---------------------------------- | --- |
|      | (32.18 m (45.70 m)   | Lateranobelisken      | Thutmosis III / Thutmosis IV | Piazza di San Giovanni in Laterano | Högsta obelisken i Rom. Fördes till Rom av Constantius II.                                                                                               |
|      | (25.5 m (41 m)       | Vatikanobelisken      |                              | Petersplatsen                      | Fördes till Rom av Caligula år 40. |
|      | (24 m (36.50 m)      | Flaminoobelisken      | Seti I / Ramses II           | Piazza del Popolo                  | Fördes till Rom av Augustus år 10 f.Kr. |
|      | (21.79 m (33.97 m)   | Montecitorioobelisken | Psammetikus II               | Piazza di Montecitorio             | Fördes till Rom av Augustus år 10 f.Kr. |
|      | (26.34 m (14.52 m)   | Macutoobelisken       | Ramses II                    | Piazza della Rotonda               | Från Heliopolis. Återupptäckt vid kyrkan San Macuto år 1373. Flyttad till Piazza della Rotonda framför Pantheon år 1711.                                 |
|      | (25.47 m (12.69 m)   | ”Elefantobelisken”    | Apries                       | Santa Maria sopra Minerva          | Från Sais. Fördes till Rom av Diocletianus. Återupptäckt 1655 och rest 1667 av Alexander VII på Piazza della Minerva.                                    |
|      | (2? (6.34 m)         | Dogaliobelisken       | Ramses II                    | Diocletianus termer                | Från Heliopolis. Återupptäckt av Rodolfo Lanciani i närheten av Santa Maria sopra Minerva år 1883. Hugfäster numera minnet av slaget vid Dogali år 1887. |
|      | (22.68 m (12.23 m)   | Matteianoobelisken    | Ramses II                    | Villa Celimontana                  | Från Heliopolis. |

## Antika romerska obelisker
| Bild | höjd (med postament) | Namn                 | Plats                        | Kommentarer |
| ---- | -------------------- | -------------------- | ---------------------------- | --- |
|      | (16.53 m (30+ m)     | Agonalisobelisken    | Piazza Navona                | En kopia beställd av Diocletianus och rest vid Serapistemplet. Flyttad till Circus Maxentius av Maxentius. Uppställd på Fontana dei Quattro Fiumi av Bernini år 1651.                                                          |
|      | (14.63 m (28.94 m)   | Quirinalobelisken    | Piazza del Quirinale         | Ursprungligen rest vid Augustus mausoleum. Uppställd på Piazza del Quirinale av påve Pius VI år 1786. |
|      | (14.75 m (25.53 m)   | Esquilinobelisken    | Piazza dell'Esquilino        | Ursprungligen rest vid Augustus mausoleum. Uppställd bakom Santa Maria Maggiore av påve Sixtus V år 1587. |
|      | (13.91 m (30.45 m)   | Sallustianoobelisken | Santissima Trinità dei Monti | Vid toppen av Spanska trappan. Uppställd av påve Pius VI år 1789. |
|      | (19.24 m (17.26 m)   | Pincianoobelisken    | Pincio                       | Beställd av Hadrianus och uppställd vid Antinous grav i Tivoli. Flyttad till Circus Varianus i Rom av Heliogabalus. Återupptäckt vid Porta Maggiore på 1500-talet och slutligen rest på Pinciokullen av påve Pius VII år 1822. |